# Thoracibidion striatocolle
Thoracibidion striatocolle är en skalbaggsart som först beskrevs av White 1855.  Thoracibidion striatocolle ingår i släktet Thoracibidion och familjen långhorningar. Inga underarter finns listade i Catalogue of Life.